# Латрово
Ла̀трово или Ла̀тарово, Ла̀терово, Ла̀турово (на гръцки: Χορτερό, Хортеро, катаревуса: Χορτερόν, Хортерон, до 1927 година Λάτροβον, Λάτροβο, Латровон, Латрово) е село в Гърция, дем Синтика на област Централна Македония.

## География
Селото е разположено в Сярското поле, на два километра югозападно от демовия център град Валовища (Сидирокастро).

## История

### Етимология
Според Йордан Н. Иванов името е от изчезналото лично име Ла̀тро, което вероятно е от латинското название на секирчето Lathyrus. Новото гръцко име е от гръцки: χόρτος „трева, зеленина“.

### В Османската империя
През XIX век Латрово е чисто българско село, числящо се към Демирхисарска кааза на Серския санджак. В „Етнография на вилаетите Адрианопол, Монастир и Салоника“, издадена в Константинопол в 1878 година и отразяваща статистиката на населението от 1873 година, Литарево (Litarevo) е посочено като село с 200 домакинства и 700 жители българи.
През 1891 година Георги Стрезов пише:
| „ | Латрово, чифлик и село на ЮЗ от Валовища ½ час. Произвожда всякакви жита и прочути свинье. Гръцка църква. 110 къщи българе. | “ |

Според статистическите изследвания на Васил Кънчов към 1900 година селото брои 360 жители, всичките българи-християни.
Цялото население на Латрово е гъркоманско под върховенството на Цариградската патриаршия. Според статистиката на секретаря на Българската екзархия Димитър Мишев („La Macédoine et sa Population Chrétienne“) в 1905 година християнското население на Латрово се състои от 360 българи патриаршисти гъркомани. В селото има 1 начално гръцко училище с 1 учител и 15 ученици.
При избухването на Балканската война в 1912 година 4 души от Латрово са доброволци в Македоно-одринското опълчение.

### В Гърция
През войната селото е освободено от българската армия, но след Междусъюзническата война Латрово попада в Гърция. В селото са настанени гърци бежанци. Според преброяването от 1928 година селото е смесено местно-бежанско с 68 бежански семейства с 265 души.
| Име         | Име          | Ново име  | Ново име  | Описание               |
| ----------- | ------------ | --------- | --------- | ---------------------- |
| Орман       | Όρμάν        | Дексамени | Δεξαμενή  | местност ЮЗ от Латрово |
| Баири       | Μπαῒρια      | Лофиски   | Λοφίσκοι  | местност ЮИ от Латрово |
| Горни Орман | Επάνω Ούρμάν | Ано Дасос | Άνω Δάσος | местност СИ от Латрово |

## Личности
Родени в Латрово
- Георги Куртев – Латровалията (1855 – след 1896), български революционер
- Димитър Антонов, македоно-одрински опълченец, 4 рота на 10 прилепска дружина, 2 рота на 11 сярска дружина[11]
- Димитър Георгиев (1889 – ?), македоно-одрински опълченец, четата на Георги Занков, 2 рота на 4 битолска дружина, ранен на 22 юни 1913 година[12]
- Илия Велков, македоно-одрински опълченец, 2 рота на 11 сярска дружина[13]
- Тома Димитров, македоно-одрински опълченец, 2 рота на 11 сярска дружина[14]

Починали в Латрово
- Зисо Попов (Живко Попов; 1882 – 1944), български революционер
- Иван Пукев (? – 1944), български революционер от ВМРО, роженски селски войвода[15]
- Григор Беганов (1891 – 1944), български революционер от ВМРО, селски войвода на ВМРО[15]